# Галтовка

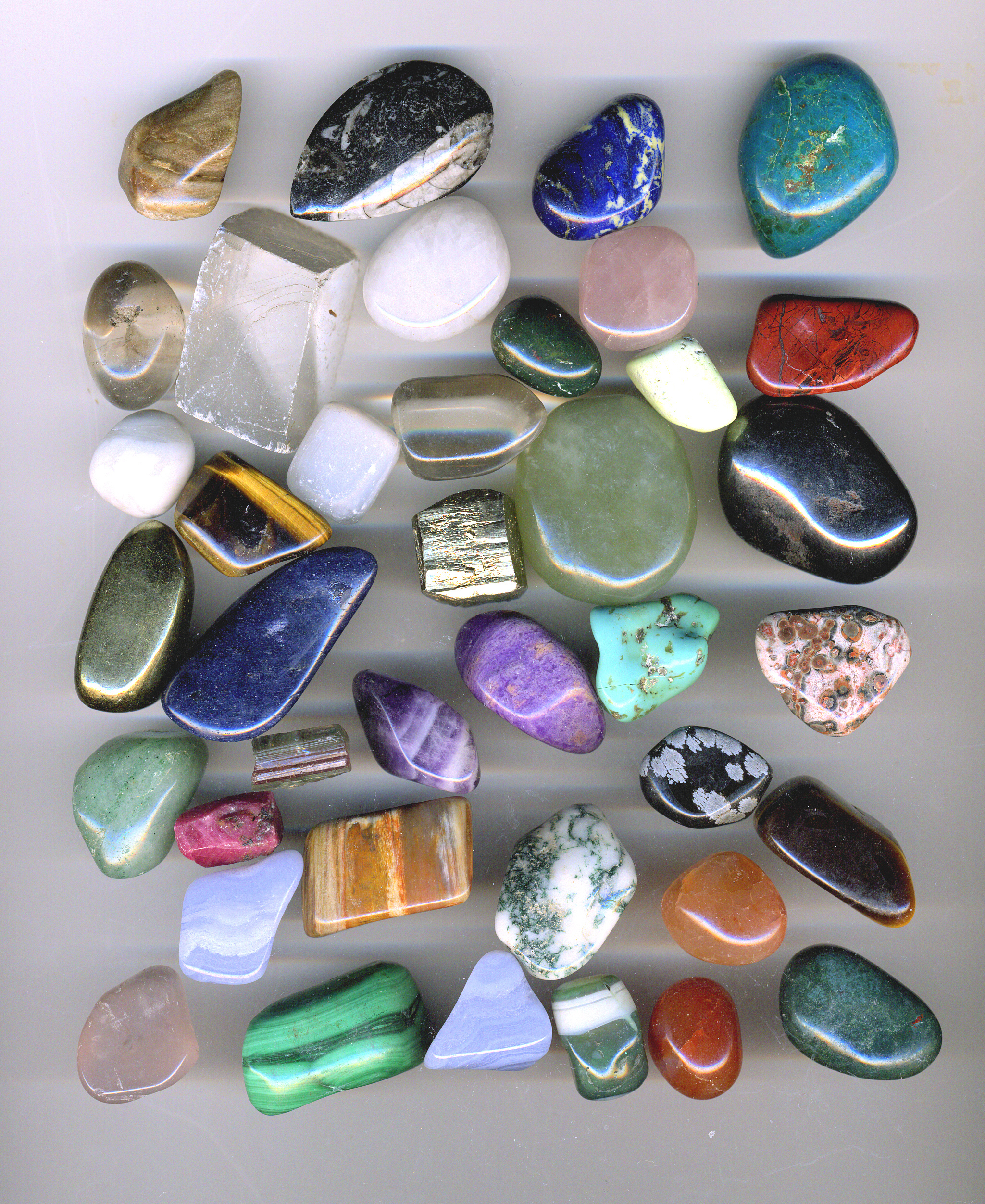
Обработанные камни

Галтовка  (реже галтование) — технологический процесс механической обработки деталей при перемешивании с наполнителем, который может содержать абразив. Применяется для обработки – от шлифовки до финишной полировки – поверхности деталей из различных материалов: металлов, сплавов чёрных, цветных и драгоценных, полимеров, стекла, керамики, минералов, дерева и других. В некоторых случаях приводит к деформационному упрочнению поверхностного слоя.

## Процесс
Процесс галтовки осуществляется на различном оборудовании, например, галтовочных барабанах и галтовочных вибромашинах.
Для осуществления процесса галтовки необходим наполнитель, в котором обрабатываются заготовки и обеспечивается требуемое качество и шероховатость обработанной поверхности предметов.
Наполнитель (среда) — галтовочные тела, абразивные гранулы (в машиностроении), «чипсы» (в ювелирной промышленности), абразив. Наиболее подходящими названиями считаются галтовочные тела или абразивные гранулы, когда нужно уточнить, что галтовочные тела содержат абразив. 
Наполнитель нередко изготавливают на месте путём дробления на мелкие части старых изношенных абразивных дисков, выработавших свой ресурс. К наполнителю-абразиву иногда добавляются опилки. 
Наполнитель и детали приводятся в движение относительно друг друга в рабочей ёмкости машины (барабане). Машины для галтовки подразделяются на большое число типов, например, механические и электромагнитные, в свою очередь механические подразделяются по виду движения на вращающиеся барабаны и барабаны с вибрационным приводом. Во вращающихся барабанах, как правило, проводят буксирную галтовку — деталь закрепляется неподвижно относительно вращающихся в барабане галтовочных тел, за счёт чего происходит движение галтовочных тел по поверхности обрабатываемой детали. 
Галтовка подразделяется на сухую и мокрую. При сухой галтовке используются сухие галтовочные тела. При мокрой галтовке в галтовочный барабан добавляется рабочая жидкость. Например, при обработке металлических деталей эффективна мокрая галтовка, при обработке деревянных — сухая. Для отделения наполнителя и деталей от образовавшегося в процессе в процессе галтовки мусора и пыли используется сито.
Галтовочные тела делятся на керамические, фарфоровые, пластиковые. Имеют, как правило, формы призмы (ПТ), призмы скошенной (ПТС), пирамиды (ПК), конуса (К), цилиндра, шара.